# Pionerskaja (metrostation Moskou)

Pionerskaja (Russisch: Пионерская) is een station aan de Filjovskaja-lijn van de Moskouse metro. Net als de andere twee op 13 oktober 1961 geopende stations in de wijk Fili ligt het perron onder een viaduct en zijn er twee toegangsgebouwen boven het perron aan weerszijden van de weg die over het viaduct loopt. Tot de verlenging in 1965 was Pionerskaja het westelijke eindepunt van lijn 4.